# Baraah Awadallah
Baraah Awadallah Marouane (tiếng Ả Rập: براء عوض الله مروان; sinh ngày 21 tháng 12 năm 1991 tại Irbid) là một vận động viên điền kinh giữa khoảng cách người Jordan. Awadallah đã đại diện cho Jordan tại Thế vận hội Mùa hè 2008 tại Bắc Kinh, cô tham gia cuộc đua nữ 800 mét. Cô đã tham gia vòng loại đầu tiên của sự kiện, cạnh tranh với sáu vận động viên khác, bao gồm cả Svetlana Klyuka của Nga, người gần như không giành được huy chương trong trận chung kết. Cô kết thúc cuộc đua ở vị trí cuối cùng, kém 15 giây so với Madeleine Pape của Úc, với thời gian cá nhân và kỷ lục mùa 2:18.41. Tuy nhiên, Awadallah không thể tiến vào bán kết vì cô xếp thứ 37 tổng thể và xếp hạng thấp hơn ba vị trí bắt buộc cho vòng tiếp theo. Cuối cùng, cô đã được nâng cấp vị trí tổng thể cao hơn sau khi Vanja Perišić của Croatia bị loại vì không vượt qua xét nghiệm doping.